# Campoplex ferinus
Campoplex ferinus är en stekelart som först beskrevs av Holmgren 1860.  Campoplex ferinus ingår i släktet Campoplex och familjen brokparasitsteklar. Arten är reproducerande i Sverige. Inga underarter finns listade.